# ジョナサン・クロンビー
ジョナサン・クロンビー（Jonathan Crombie、1966年10月12日 - 2015年4月15日）は、カナダの俳優。
2015年4月15日、ニューヨークで脳出血のため死去。

## 出演作品
- 赤毛のアン/アンの結婚 完全版（ギルバート・ブライス）
- 赤毛のアン/アンの結婚（ギルバート・ブライス）
- 赤毛のアン/アンの青春 完全版（ギルバート・ブライス）
- 続・赤毛のアン/アンの青春（ギルバート・ブライス）
- 赤毛のアン/完全版（ギルバート・ブライス）
- 赤毛のアン（ギルバート・ブライス）
- 奴らを2回黙らせろ!

## 生い立ち
ジョナサン・クロナビーは、1966年10月12日、カナダのオンタリオ州トロント市に、母シャーリー・アン、父デイビッドの下に誕生した。父デイビッドは、政治家で、1972年から1978年まで、トロント市長を務め、1980年代には、カナダの連邦政府に入閣した。ジョナサン・クロナビーは、ローレンス・パーク高校に在籍中、ダイアン・ポーリーによるオズの魔法使い企画に参画し、注目を浴びた。

## 私生活
ジョナサン・クロナビーは、生涯未婚で子息もいなかった。ジョナサンの姉妹は「ジョナサンは同性愛者で、40代になるまでその事実を公表しなかった。ジョナサンは、とてもプライバシーを大切にしていたので、公には多くを語らなかった。」と言及。

## 死去
ジョナサンの家族は、2015年04月18日にジョナサンが脳出血によりニューヨークにて死去したと発表した。ジョナサンの臓器は他者に提供された。この「ギルバート・ブライス」の死は、多くのファンによりツイッターなどのSNSで報じられ、多くのファンからその若過ぎる死を悼まれた。